# Пикар (лунный кратер)
Кратер Пикар (лат. Picard) — небольшой молодой ударный кратер в юго-западной части Моря Кризисов на видимой стороне Луны. Название присвоено в честь французского астронома Жана Пикара (1620—1682) и утверждено Международным астрономическим союзом в 1935 г. Образование кратера относится к эратосфенскому периоду.

## Описание кратера

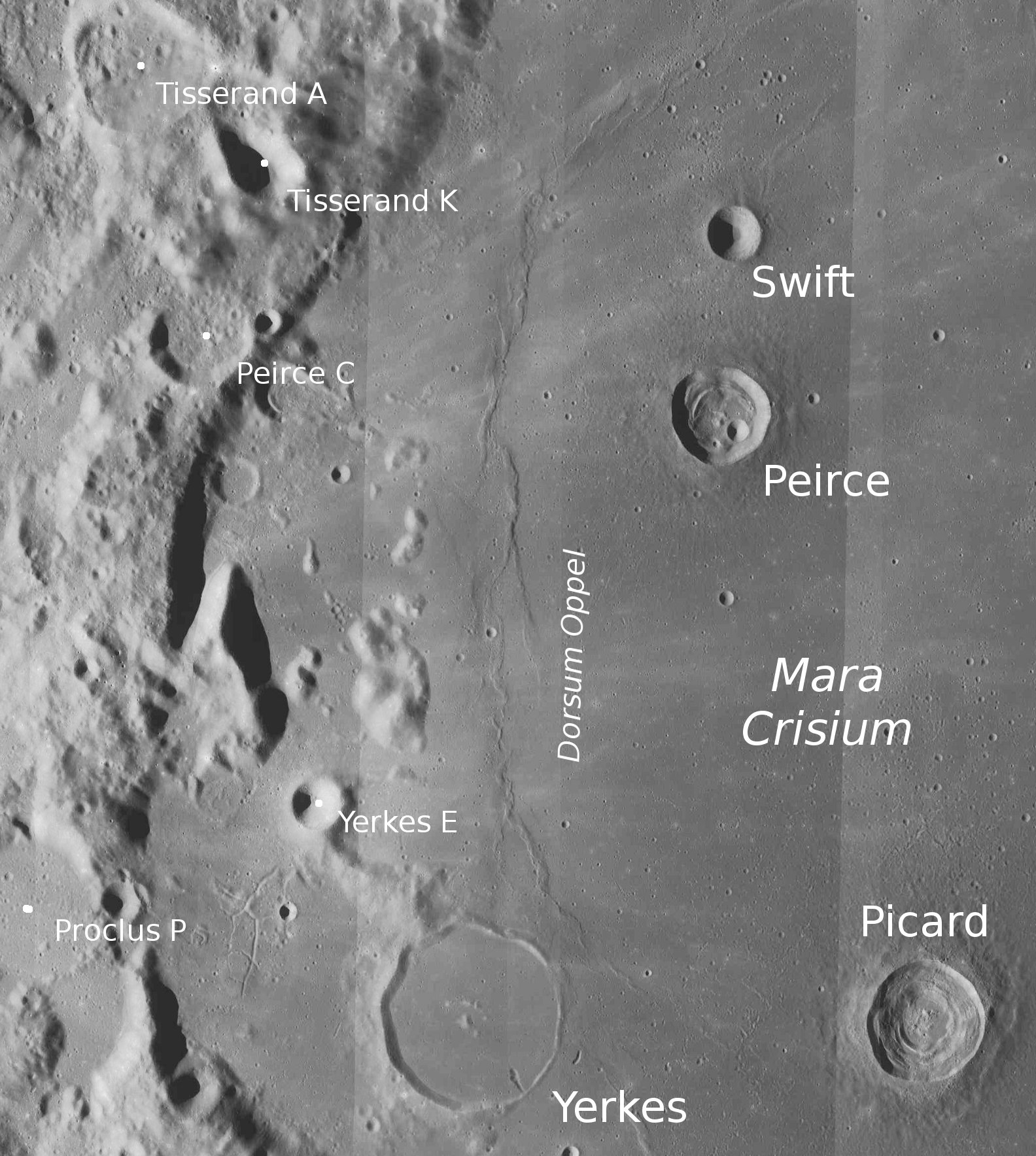
Окрестности кратера Пикар. Снимок зонда Lunar Reconnaissance Orbiter.

Ближайшими соседями кратера являются кратер Йеркс на западе; кратер Пирс на севере-северо-западе; кратер Эккерт на северо-востоке; кратер Кертис на северо-востоке и кратер Гривз на юго-западе. На западе-северо-западе от кратера располагается гряда Оппеля; на юго-востоке гряда Термье. Селенографические координаты центра кратера 14°34′ с. ш. 54°43′ в. д. / 14,57° с. ш. 54,72° в. д., диаметр 22,4 км, глубина 2320 м.
Кратер Пикар имеет близкую к циркулярной форму, слегка вытянутую в восточной части и с небольшим выступом в западной части. Вал с четко очерченной кромкой и массивным внешним склоном, внутренний склон террасовидной структуры. Высота вала над окружающей местностью достигает 910 м, объем кратера составляет приблизительно 300 км³. Дно чаши пересеченное, с небольшим холмом в центре. Вал кратера имеет яркость 5 ½° по таблице яркостей Шрётера.
По морфологическим признакам кратер относится к типу TRI (по названию типичного представителя этого класса — кратера Триснеккер). Кратер Пикар относится к числу кратеров, в которых зарегистрированы температурные аномалии во время затмений. Объясняется это тем, что подобные кратеры имеют небольшой возраст и скалы не успели покрыться реголитом, оказывающим термоизолирующее действие.

## Кратковременные лунные явления
В кратере Пикар наблюдались кратковременные лунные явления (КЛЯ) в виде потемнения поверхности.

## Сателлитные кратеры
| Пикар | Координаты                                            | Диаметр, км |
| ----- | ----------------------------------------------------- | ----------- |
| K     | 9°44′ с. ш. 54°34′ в. д. / 9,73° с. ш. 54,56° в. д.   | 8,6         |
| L     | 10°19′ с. ш. 54°19′ в. д. / 10,32° с. ш. 54,31° в. д. | 7,4         |
| M     | 10°13′ с. ш. 53°57′ в. д. / 10,21° с. ш. 53,95° в. д. | 8,2         |
| N     | 10°31′ с. ш. 53°34′ в. д. / 10,52° с. ш. 53,57° в. д. | 19,1        |
| P     | 8°49′ с. ш. 53°37′ в. д. / 8,82° с. ш. 53,62° в. д.   | 7,9         |
| Y     | 13°11′ с. ш. 60°16′ в. д. / 13,18° с. ш. 60,27° в. д. | 4,3         |

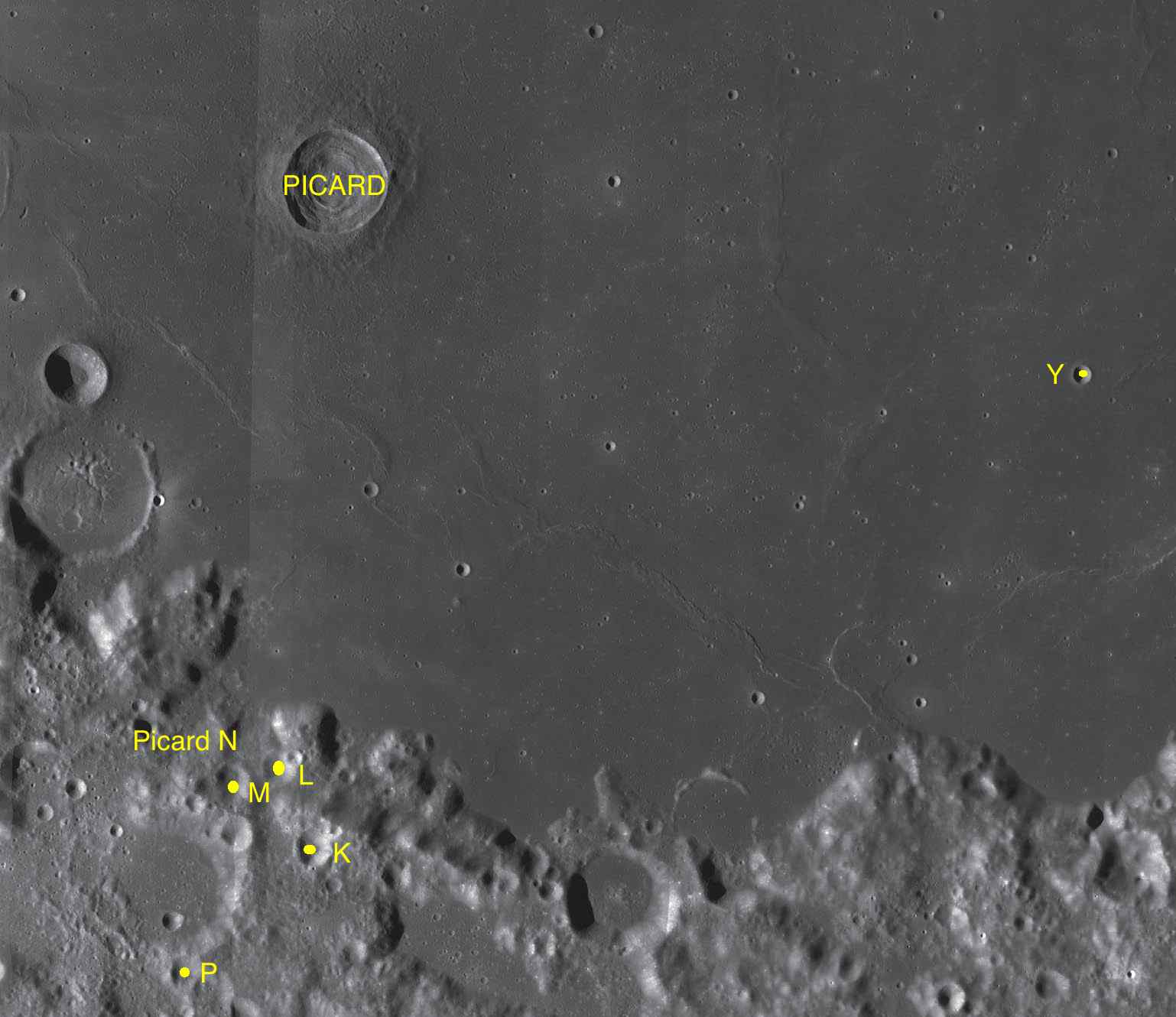
Фрагмент карты LAC-62.

Следующие сателлитные кратеры переименованы Международным астрономическим союзом:
- Сателлитный кратер Пикар G в 1973 г. переименован в кратер Теббутт.
- Сателлитный кратер Пикар H в 1973 г. переименован в кратер Шепли.
- Сателлитный кратер Пикар X в 1976 г. переименован в кратер Фаренгейт.
- Сателлитный кратер Пикар Z в 1973 г. переименован в кратер Кертис.

## Галерея

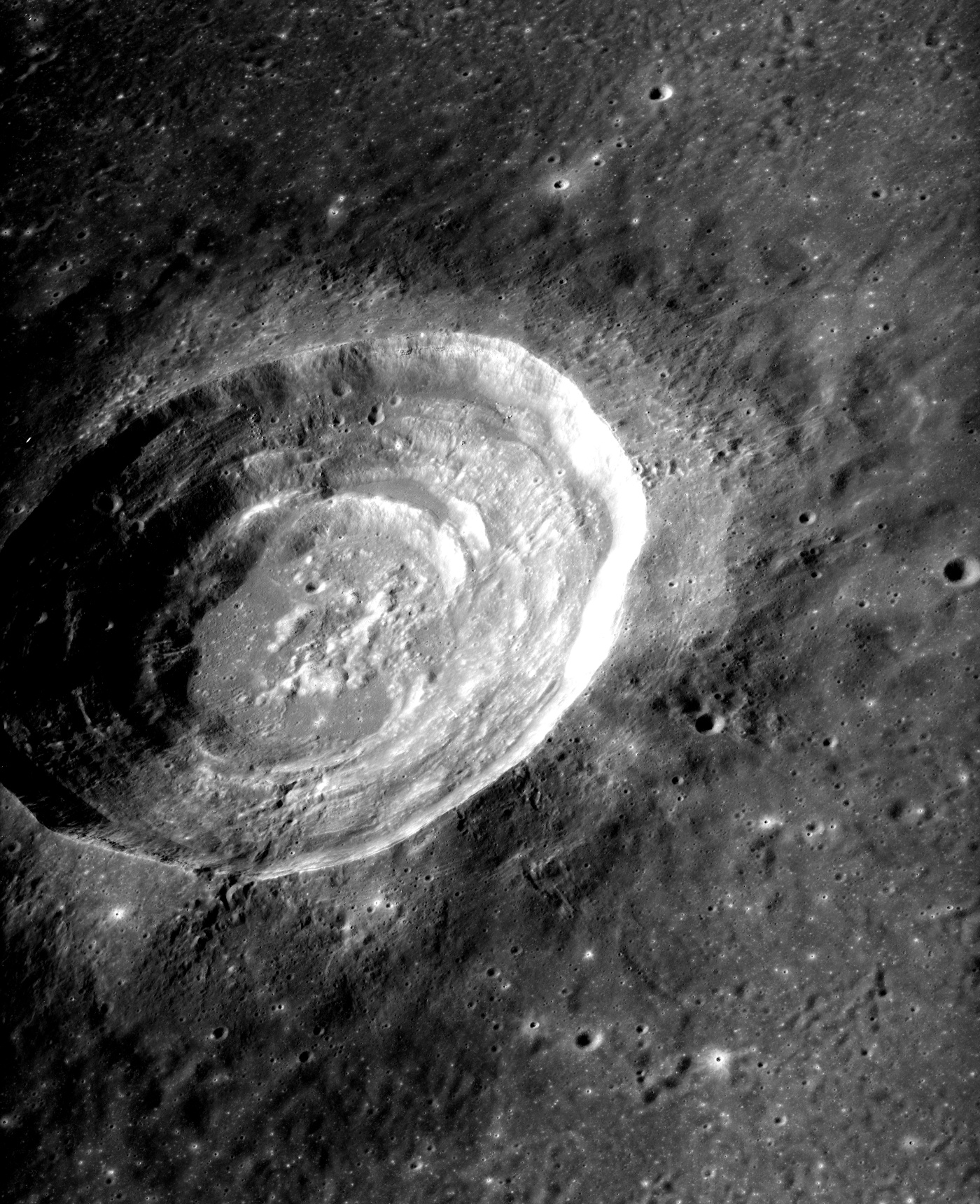
Снимок кратера с борта Аполлона-17.

## См.также
- Список кратеров на Луне
- Лунный кратер
- Морфологический каталог кратеров Луны
- Планетная номенклатура
- Селенография
- Минералогия Луны
- Геология Луны
- Поздняя тяжёлая бомбардировка